# Tarxien Rainbows FC
A Tarxien Rainbows FC máltai labdarúgócsapat, melyet 1944-ben alapítottak. Székhelye Tarxien városában található. Jelenleg a máltai élvonalban szerepel.

## Korábbi nevei
- Little Rainbows (alapítási név)

## Külső hivatkozások
- Hivatalos oldal (angolul)
- Adatlapja az uefa.com-on (angolul)
- Adatlapja Archiválva 2003. január 30-i dátummal a Wayback Machine-ben a foot.dk-n (dánul)
- Adatlapja[halott link] a Weltfussballarchiv.com-on (angolul)
- Legutóbbi eredményei a Soccerwayen (angolul)